# 阿蒂迪鱼属
阿蒂迪鱼属（学名：Artediellichthys）是杜父鱼科下的一个属。

## 下属物种
本属包括以下物种：
- 黑鳍阿蒂迪鱼 Artediellichthys nigripinnis (Schmidt, 1937)